# The Basic Training of Pavlo Hummel
The Basic Training of Pavlo Hummel es una obra de teatro estadounidense escrita por David Rabe.

## Argumento
Esta obra de Rabe es la primera de su trilogía de la guerra de Vietnam, que continuó con Sticks and Bones y Streamers. Su historia está conformada por escenas que representan la muerte del personaje principal, un hombre común, que agarra sin pensar una granada de mano arrojada a un burdel de Saigón en el que se encontraba. Hummel, un perdedor nato reclutado por el ejército de los Estados Unidos, inmediatamente encuentra dificultades tanto con sus sargentos como con sus compañeros reclutas, ninguno de ellos confía en él. A medida que avanza con dificultad en el entrenamiento básico y se acerca cada vez más al campo de batalla, es guiado por Ardell, un personaje misteriosamente ambiguo que aparentemente es un oficial pero que sirve como la conciencia de Hummel y también como una figura similar a un coro griego. A pesar de haber sido herido repetidamente, Hummel está tan decidido a ser un soldado que deja pasar la oportunidad de volver a casa, una decisión que finalmente resulta fatal.

## Producciones
Auspiciado por el Festival Shakespeare de Nueva York, la obra se estrenó off-Broadway en el Public Theatre el 19 de mayo de 1971. Dirigida por Jeff Bleckner, el elenco incluía a William Atherton como Hummel, Albert Hall como Ardell y Joe Fields como el sargento Tower.
La obra se estrenó en Broadway en el Teatro Longacre el 14 de abril de 1977 con preestrenos, oficialmente el 24 de abril de 1977 y se cerró el 3 de septiembre de 1977 después de 117 funciones. Dirigida por David Wheeler, el elenco incluyó a Al Pacino como Hummel, Gustave Johnson como Ardell y Joe Fields repitiendo su papel como el sargento Tower.

## Reparto

### Off-Broadway
- William Atherton como Pavlo Hummel
- Victoria Racimo como Yen / Segundo Viet Cong
- Albert Hall como Ardell
- Joe Fields como Sargento Tower
- Earl Hindman como Kress
- Peter Cameron como Parker
- Rovert Lehman como Pierce
- Anthony R. Charnota como Cabo Ferrara
- Edward Hermann como Hinkle
- Frederick Coffin como Mickey
- Sloane Shelton como Señora Hummel
- Garrett Moris como Jones
- Christal Kim como Mama-san
- Lee Wallace como Sargento Brisbey
- John Benson como Sargento Wall
- Bob Delegall como Parham
- Edward Cannan como Capitán Saunders / Capitán Miller / Teniente Smith
- Steven Clarke como Burns
- John Walter Davis como Ryan
- D. Franklyn Lenthall como Hendrix

### Broadway
- Al Pacino como Pavlo Hummel
- Tisa Chang como Yen / Segundo Viet Cong
- Gustave Johnson como Ardell
- Joe Fields como Sargento Tower
- Larry Bryggman como Kress
- Max Wright como Parker
- Lance Henriksen como Pierce
- Jack Kehoe como Corporal Jackson
- Paul Guilfoyle como Hinkle
- Ron Hunter como Mickey
- Andrea Masters como Señora Sorrentino
- Rebecca Drake como Señora Hummel
- Don Blakely como Jones
- Anne Miyamoto como Mama-san / Granjero
- Richard Lynch como Sargento Brisbey
- Sully Boyar como Sargento Wall
- Damien Leake como Parham
- Cameron Mason como Varrios vietnamitas
- Gary Bolling como Burns / Soldado Grennel
- Brad Sullivan como Capitán Saunders
- Michael Dinelli como Ryan
- John Aquino como Hendrix
- Kevin Maung como Gomez / Primer Viet Cong / Niño vietnamita

## Premios y nominaciones
Premios
- 1971 Premio Drama Desk al director más prometedor - Jeff Bleckner
- 1971 Premio Drama Desk al dramaturgo más prometedor - David Rabe
- 1971 Premio Obie a la distinción en la dirección - Jeff Bleckner
- 1971 Premio Theatre World - William Atherton
- 1977 Premio Drama Desk al mejor actor en una obra de teatro - Al Pacino
- 1977 Premio World Award - Joe Fields
- 1977 Tony Award al mejor actor en obra de teatro - Al Pacino

Nominaciones
- 1977 Tony Award al mejor actor en obra de teatro - Joe Fields